# ثورة في الشؤون العسكرية

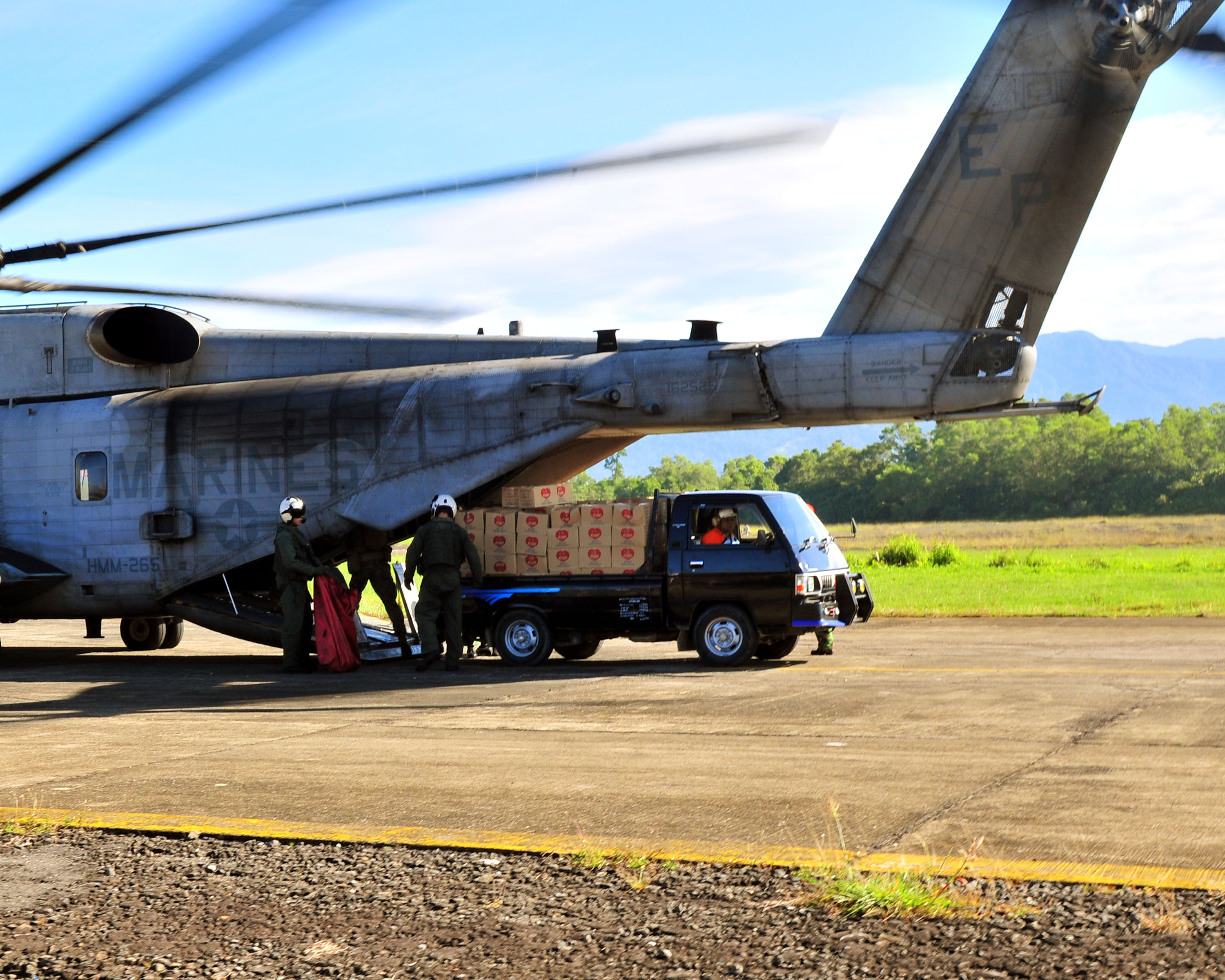

يُعرّف المفهوم العسكري الثورة في الشؤون العسكرية بأنها فرضية في النظرية العسكرية يدور موضوعها حول مستقبل الحرب، وغالبًا ما ترتبط بالتوصيات التكنولوجية والتنظيمية للتغيير في جيش الولايات المتحدة والدول الأخرى. تدّعي الثورة في الشؤون العسكرية وجود مذاهب و استراتيجيات و تكتيكات وتقنيات عسكرية جديدة أدت إلى تغيير غير قابل للإصلاح عند قيادة الحرب، وذلك على نطاق واسع وفي فترات معينة من تاريخ البشرية. وعلاوة على ذلك، فإن هذه التغييرات تجبر على التكيف السريع للعقائد والاستراتيجيات الجديدة.
ترتبط الثورة ارتباطًا خاصًا بتكنولوجيا المعلومات المعاصرة والاتصالات السلكية واللاسلكية وتكنولوجيا الفضاء، وغالبًا ما ترتبط بالنقاشات الحالية تحت مسمى التحول و التكامل الكلي للأنظمة في الجيش الأمريكي.

## التاريخ
ابتكرت القوات المسلحة السوفييتية النظرية الأصلية في سبعينيات وثمانينيات القرن العشرين، وخاصة من قبل المارشال نيكولاي أوغاركوف. أظهرت الولايات المتحدة اهتمامها بالمفهوم من خلال أندرو مارشال، وهو رئيس مكتب التقييم الصافي، وهو مركز أبحاث تابع لوزارة الدفاع، واكتسبت المصداقية ببطء داخل الأوساط العسكرية الرسمية، وبدأت الدول الأخرى في اكتشاف تغيرات متشابهة في التنظيم والتكنولوجيا.
يُعتبر الاهتمام بالثورة في الشؤون العسكرية وبنية مستقبل القوات المسلحة الأمريكية قويًا داخل جيش التحرير الشعبي الصيني، ودُمج أيضًا في العقيدة العسكرية الاستراتيجية للصين. بحثت العديد من الجيوش الأخرى أيضًا في الثورة في الشؤون العسكرية واعتبرتها مفهومًا تنظيميًا، ونذكر منها كندا والمملكة المتحدة وهولندا والسويد وأستراليا ونيوزيلندا وجنوب أفريقيا وسنغافورة وجمهورية الصين (تايوان) والهند وروسيا وألمانيا، ولكن لم تنتهج كل الجيوش هذا المفهوم نظرًا لتكاليف البنية التحتية والاستثمار الكبيرة.

### وجهات النظر السوفييتية
دعا نيكولاي أوغاركوف الفكرة الأولية للثورة في الشؤون العسكرية بالثورة التكنولوجية العسكرية. غيّر مسؤولو البنتاغون في الولايات المتحدة اسم هذه الفكرة إلى الثورة في الشؤون العسكرية. تزايد اعتقاد أوغاركوف في إمكانية واحتمالية وجود أسلحة جديدة بسرعة مما أدى إلى تطوير فكرته الأولية.
توقع السوفييت استخدام بعض التقنيات كأسلحة الطاقة والروبوتات بحلول عام 2015 على أبعد تقدير، وذلك في وقت التطوير الأولي لمفهوم الثورة التكنلوجية العسكرية، واعتقدوا بتقليل استخدام القوات البرية الكبيرة إلى أدنى حد. ستُنفّذ هذه التقنيات الجديدة من أجل فرض الهيمنة على ساحة المعركة بدلاً من بعض القوات البرية. اعتقد الروس أيضًا أن السيطرة على الفضاء ستصبح ضرورية للحفاظ على الهيمنة في النزاعات المستقبلية، واعتقدوا أنه سيكون من الضروري التحكم في الفضاء عبر الأقمار الصناعية من أجل نقل المعلومات بشكل أكثر فعّالية. كما وضعوا احتمالية القدرة على استخدام الفضاء كوسيلة يمكنهم نشر الأسلحة من خلالها.

### الاهتمام المتجدد
جدد انتصار الولايات المتحدة في حرب الخليج في عام 1991 الاهتمام بنظرية الثورة في الشؤون العسكرية. أكدت الهيمنة الأمريكية من خلال التكنولوجيا المتطورة كيفية تقليل التقدم التكنولوجي للولايات المتحدة من القوة النسبية للجيش العراقي بشكل كبير، واعتمدوا في ذلك على وجهة نظر مؤيدي مفهوم الثورة في الشؤون العسكرية. قال ستيفن بيدل أن جزءًا من سبب ازدياد شعبية نظرية الثورة في الشؤون العسكرية بعد حرب الخليج هو أن جميع الخبراء العسكريين الأمريكيين بالغوا فعليًا في تقدير عدد ضحايا التحالف.
اقترح آخرون بعد حرب كوسوفو التي لم تفقد فيها الولايات المتحدة أي ضحية أن الحرب أصبحت عقيمة للغاية وخلق حرب افتراضية. علاوة على ذلك، أدى عجز الولايات المتحدة عن الإمساك بأسامة بن لادن أو محاربة التمرد العراقي بفعالية إلى التشكيك في الثورة في مواجهة الحرب غير المتكافئة، والتي قد يتورط فيها أعداء الولايات المتحدة بشكل متزايد من أجل مواجهة مزايا الثورة في الشؤون العسكرية.
أقام الجيش الأمريكي تمرينًا أطلق عليه اسم «القوة 21» لاختبار تطبيق التقنيات الرقمية في الحرب في عام 1997، وذلك لتحسين الاتصالات واللوجستيات من خلال تطبيق تكنولوجيات القطاع الخاص التي أُدلجت للاستخدام العسكري، وسعى بشكل خاص إلى زيادة الوعي بموقع الفرد في ساحة المعركة بالإضافة إلى موقع العدو، وذلك لإسقاط الكثير من القتلى، وتحكم أكبر في وتيرة الحرب، وتقليل حالات إطلاق النيران الصديقة.

## مناطق التركيز
يعود سبب إحدى المشاكل الرئيسية التي تواجه فهم النقاش الحالي حول الثورة في الشؤون العسكرية إلى استخدام العديد من المنظّرين لهذا المصطلح للإشارة إلى التكنولوجيا الثورية نفسها وهي القوة الدافعة للتغيير. يميل المنظّرون الآخرون أيضًا إلى استخدام المصطلح كإشارة إلى التعديلات الثورية من قبل المنظمات العسكرية التي قد تكون ضرورية للتعامل مع التغييرات التكنولوجية. يوجّه المنظّرون الآخرون الثورة في سياق سياسي واقتصادي محدد للعولمة ونهاية الحرب الباردة.
تتألف ثلاثة إصدارات أساسية من مفهوم الثورة في الشؤون الاجتماعية في المقدمة عند مراجعة سلسلة النظريات التي تستخدم هذا المفهوم. يركز المنظور الأول بشكل أساسي على التغييرات في الدولة القومية، ودور الجيش المنظم في توجيه القوة. يسلط هذا المنظور الضوء على العوامل السياسية والاجتماعية والاقتصادية في جميع أنحاء العالم، والتي قد تتطلب نوعًا مختلفًا تمامًا من السياق العسكري والتنظيمي لتحقيق القوة في المستقبل.
يسلط المنظور الثاني الأكثر تحديدًا للمفهوم الضوء على تطور تكنولوجيا الأسلحة وتكنولوجيا المعلومات والتنظيم العسكري والعقيدة العسكرية بين القوى المتقدمة. دُعمت وجهة نظر «نظام من النظم» فيما يخص المفهوم من قبل الأدميرال ويليام أوينز، وهو نائب رئيس هيئة الأركان المشتركة السابق، والذي حدد ثلاثة مناطق تداخل لأصول القوة.
تشمل الإصدارات المتقدمة من الثورة في الشؤون العسكرية على تقنيات متطورة أخرى، ومنها المركبات الجوية الغير مأهولة والتكنولوجيا النانوية والروبوتات والتقنية الحيوية. يركّز نقاش الثورة في الشؤون العسكرية في الآونة الأخيرة على «الحرب المتمركزة على الشبكة»، والتي تُعتبر عقيدة تهدف إلى ربط جميع القوات في ساحة المعركة.
ينص المفهوم الثالث على عدم حدوث ثورة حقيقية في الشؤون العسكرية بعد أو احتمالية عدم حدوثها. يشير بعض المؤلفين إلى حقيقة أنظمة التكنولوجيا والأسلحة المنسوبة إلى الثورة في الشؤون العسكرية الحالية، وخضع الكثير منها للتطوير قبل فترة طويلة من عام 1991 وازدهار الإنترنت وتكنولوجيا المعلومات.
يشير العديد من النقاد إلى ارتباط الثورة داخل الرتب العسكرية بعواقب وخيمة، وتنتج ضغوطًا اقتصادية شديدة، وتؤدي في النهاية إلى نتائج عكسية. يميل هؤلاء المؤلفون إلى إعلان تطور تدريجي أكثر في الشؤون العسكرية بدلاً من الثورة السريعة.

### هجوم دقيق
غيرت الأسلحة الدقيقة الحرب عند اقترانها بالتطورات الأخيرة في الفضاء الجوي، وقد استُنتج ذلك بعد النظر في الآثار المترتبة على الهجوم الدقيق. يغير ذلك السؤال من «هل توجد ثورة في الشؤون العسكرية؟» إلى «متى بدأت وما هي آثارها؟»، وترتبط هذه الأسئلة باستمرار وبشكل مدهش باستخدام وقيمة القوة الجوية، ويُنظر إليها الآن على نحو أكثر دقة كقوة فضائية.
لا يجب أن يقضي مؤيدو القوة الجوية الفضائية وقتًا طويلاً كما يفعلون عند مناقشة مزايا الحرب ثلاثية الأبعاد وقيمة الهجوم الدقيق عليها، وذلك إذا لم يكن هناك شيء آخر بالنظر إلى سجل التطبيق الدقيق للقوة الجوية. تقدم قوات الفضاء المشتركة للخدمة الحديثة الشكل الأكثر استجابة ومرونة وقتلًا وتدميرًا لإسقاط القوة عبر سلسلة النزاعات، وتستخدم مجموعة من الأسلحة الفضائية الجوية مثل طائرات الدوريات البحرية وطائرات الهليكوبتر الهجومية، ورفع القوات وطائرات الهليكوبتر البرية طويلة المدى وأنظمة المدفعية الصاروخية في ساحة المعركة. غالبًا ما يمكن أن تكون القوة الفضائية الخاصة بالخدمة هائلة، وحولت بذلك النزاع من ثنائي الأبعاد إلى ثلاثي الأبعاد، وغيرت سياق تركيز النزاع من الانتزاع والسيطرة إلى التركيز على التوقف والتحكم.

## النقد
ثورة الشؤون العسكرية هي إدراج التكنولوجيا الجديدة وتوسيعها مثل الطائرات بدون طيار، والتصوير عبر الأقمار الصناعية، والمركبات التي تعمل عن بُعد، وذلك ضمن التكتيكات العسكرية الحالية. أُشيد بشكل عام بسلطة ثورة الشؤون العسكرية لقدرتها على تقليل معدلات الإصابات وتسهيل جمع المعلومات الاستخبارية. يجادل بعض النقاد من ناحية أخرى بآلية عمل ثورة الشؤون العسكرية على زيادة إبعاد الجنود عن الحقائق المروعة للحرب، بينما يشير آخرون على تقييد الثورة للفهم الشامل للحرب ودينامياتها.
تُعتبر عملية عاصفة الصحراء أول نزاع عالمي كبير يُنفّذ بنجاح بتطبيق الثورة في الشؤون العسكرية، ويُعتبر نموذجًا للعمليات العسكرية المستقبلية بسبب انخفاض معدل الخسائر وسرعة ودقة الجيش الأمريكي. يدّعي آخرون إعاقة تقنية الثورة بشدة لقدرة الجيش الأمريكي على الرد على تكتيكات حرب العصابات، وعدم نجاح الجهود المبذولة لدمج أسلحة متطورة مثل صواريخ باتريوت.